# Armin Only
Armin Only is een regelmatig terugkerend solo-optreden van dj Armin van Buuren.
Eerder werd het feest in diverse discotheken gehouden, maar het feest is meegegroeid naarmate Armin van Buuren internationaal bekender werd. Nu wordt het feest gehouden in grote evenementengebouwen zoals Ahoy. Op het feest draait Armin van Buuren de hele avond een set, vaak kort bijgestaan door enkele collega-dj's en artiesten.
| Editie | Datum         | Accommodatie    | Plaats    | Titel                  |
| 1      | 12-11-2005    | Ahoy            | Rotterdam | The Next Level         |
| 2      | 11-11-2006    | Ahoy            | Rotterdam |                        |
| 3      | 19-04-2008    | Jaarbeurs       | Utrecht   | Imagine                |
| 4      | 25-10-2008    | Ethias Arena    | Hasselt   | Imagine                |
| 5      | 13-11-2010    | Jaarbeurs       | Utrecht   | Mirage                 |
| 6      | 15&16-11-2013 | Ziggo Dome      | Amsterdam | Intense                |
| 7      | 06&07-05-2016 | Ziggo Dome      | Amsterdam | Embrace                |
| 8      | 12&13-05-2017 | Amsterdam Arena | Amsterdam | The Best Of Armin Only |